# Смарт, Джон
Джон Дже́ймсон Ка́рсвелл „Джек“ Смарт (англ. John Jamieson Carswell "Jack" Smart, 1920—2012) — австралийский философ. Специализировался в областях метафизики, философии науки, философии сознания, философии религии и политической философии. Автор большого количества статей в Stanford Encyclopedia of Philosophy.

## Биография
Смарт родился в Кембридже, Англия. Его младшие братья также стали профессорами: Ниниан был профессором религиоведения, а Аластер — профессором истории искусств. Их отец, Уильям Маршалл Смарт, был астрономом при Кембриджском университете, а в 1950 году занимал должность президента Королевского астрономического общества.
Смарт переехал в Австралию в 1950 году, чтобы занять должность в Аделаидском университете, где он проработал до 1972 года. С 1972 по 1976 год работал в Университете Ла Троб, после чего занял должность профессора философии в Австралийском национальном университете, где проработал до выхода на пенсию в 1985 году. Там же в его честь каждый год читают лекцию.

## Философия времени
Смарт был сторонником В-теории времени и пердурантизма. Он считал, что время является иллюзией, и предложил известный аргумент, касающийся течения времени. Смарт утверждал, что если время действительно течёт, то имеет смысл вопрос, с какой скоростью оно течёт. Тогда получается, что существует другое измерение времени, по отношению к которому можно измерить первое время. В свою очередь, это ведёт к той же проблеме с третьим измерением и так далее.

## Философия сознания
В отношении философии сознания Смарт был физикалистом. В 1950-х годах вместе с Уллином Плейсом он был одним из основоположников теории тождества, которая утверждает, что определенные состояния сознания тождественны определенным состояниям мозга. Поначалу эту позиция называли австралийским материализмом.

## Публикации
- An Outline of a System of Utilitarian Ethics (1961)
- Philosophy and Scientific Realism (1963)
- Problems of Space and Time (1964)
- Between Science and Philosophy: An Introduction to the Philosophy of Science (1968)
- Utilitarianism : For and Against (1973)
- Ethics, Persuasion and Truth (1984)
- Essays Metaphysical and Moral (1987)
- Atheism and Theism (Great Debates in Philosophy) (1996)